# Oribotritia duplex
Oribotritia duplex är en kvalsterart som beskrevs av Wojciech Niedbała 2000. Oribotritia duplex ingår i släktet Oribotritia och familjen Oribotritiidae. Inga underarter finns listade i Catalogue of Life.